# Trichodesma bamianicum
Trichodesma bamianicum är en strävbladig växtart som beskrevs av K. H. Rechinger och Riedl. Trichodesma bamianicum ingår i släktet Trichodesma och familjen strävbladiga växter. Inga underarter finns listade i Catalogue of Life.